# 元亨釈書
『元亨釈書』（げんこうしゃくしょ）は、日本の歴史書。鎌倉時代に漢文体で記した日本初の仏教通史。著者は臨済宗の僧、虎関師錬（1278年 - 1346年）。全30巻。
元亨2年8月16日（1322年9月27日）に朝廷に上呈されたので、書名に「元亨」が冠せられる。「釈書」は釈、つまり仏の書物。収録年代は、仏教初伝以来、鎌倉後期まで700余年に及び、僧の伝記や仏教史を記す。南北朝時代に大蔵経に所収された。
活字翻刻本としては『大日本仏教全書』本と『国史大系』本がある。注釈本としては江戸期の『元亨釈書和解』が著名。

## 構成
内容的に「五格」(五つの方式)に分類されている。すなわち「伝・賛・論・表・志」と師錬はのべているが、その構成面からみると「伝」「表」「志」の三つに分類される。「賛・論」は「伝」の付属と見るのが一般的。
- 巻01 - 巻19  　僧俗伝記部　（400名余りの道俗の伝記）
- 巻20 - 巻26  　資治表部　　（編年の仏教史）
- 巻27 - 巻30  　志部　　　　（10分類による各類史）

## 内容

### 巻1 – 19：僧俗伝記部
| 巻1  | 伝智1      | 南天竺菩提達磨・高麗慧灌・呉国智蔵・元興寺道昭・北天竺善無畏・興福寺慈訓・唐国鑑真・延暦寺最澄・金剛峯空海 |
| 巻2  | 伝智2      | 建仁寺栄西 |
| 巻2  | 慧解1      | 龍門寺義淵・大安寺道慈・元興寺智光・東大寺良弁・善珠・元興寺明詮・東大寺明一・元興寺慈宝・梵福山善謝・普光寺慈雲・勝悟・善議・安澄・光意・秋篠寺常楼・常騰・品慧・道証・奉実・石淵寺勤操・元興寺護命・海卯寺道雄・延暦寺安慧・延暦寺義真・延暦寺円澄 |
| 巻3  | 慧解2      | 守印・東寺実慧・興福寺明福・延祥・長訓・実敏・源仁・叡山光定・高尾峯真済・延暦寺円仁・法琳寺常暁・禅林寺宗叡・法輪寺道昌・貞観寺真雅・隆海・元慶寺遍照・延暦寺円珍 |
| 巻4  | 慧解3      | 園城寺益信・醍醐寺聖宝・遍照寺寛朝・醍醐寺仁海・築波山徳一・叡山薬智・叡山安然・叡山玄昭・興福寺増利・醍醐寺延敒・興福寺壱和・叡山禅喜・延暦寺良源・興福寺仲算・東大寺法蔵・金龍寺千観・興福寺真義・園城寺勧修・慧心院源信・檀那院覚運・叡山覚超・園城寺慶祚・叡山実因・延暦寺院源・園城寺明尊・高野山明算・三井慶耀 |
| 巻5  | 慧解4      | 叡山安海・興福寺主恩・叡山桓舜・禅林寺永観・叡山寛印・叡山皇慶・醍醐寺延殷・観勝寺大円・三井宗範・延義・興福寺永縁・伝法院覚鑁・大谷寺源空・高野山明遍・笠置山貞慶・栂尾寺高弁 |
| 巻6  | 浄禅1      | 唐国義空・叡山覚阿・永平寺道元・長楽寺栄朝・松島寺法心・鷲峯覚心・宋国道隆・宋国普寧・浄妙寺了然・東福寺普門・南禅寺徳倹 |
| 巻7  | 浄禅2      | 慧日山弁円 |
| 巻8  | 浄禅3      | 宋国祖元・宋正念・宋子曇・宋一寧・三聖寺湛照・禅興寺道海・円覚寺昭元・東福寺慧暁・東福寺順空・南禅寺祖円 |
| 巻9  | 感進1      | 百済国義覚・百済道寧・百済道蔵・多武峰定慧・薬師寺祚蓮・東大寺実忠・吉野山報恩・湯川寺玄賓・大安寺慧勝・天王寺道公・叡山法勢・貞崇・寛忠・勝尾寺證如・智泉・清水寺延鎮・成尊・延暦寺源心・金剛山満米・東寺日蔵・鞍馬寺峯延・白山蔵縁・叡山成意・興福寺安願・叡山長円・心誉・三井覚助・平願・叡山真遠・金勝寺光空・石山寺妙尊・三井珍蓮・雲浄・信誓・恩融・比良山静安・薬師寺慧達・延暦寺延昌・延暦寺尋禅・延暦寺源泉・松島寺見仏 |
| 巻10 | 感進2      | 無動寺相応・大安寺行教・教円・義照・勝尾寺行巡・醍醐寺観賢・仁和寺成典・延暦寺増命・延暦寺尊意・泰舜・叡山明達・雲居寺浄蔵・叡山修入・円賀・三井公伊・薬師寺済源・延暦寺陽生・多武峰増賀・仁和寺寛空・範俊・信覚・醍醐寺勝覚 |
| 巻11 | 感進3      | 理蒲・叡山叡桓・子島寺真興・延暦寺慶円・延暦寺余慶・叡実・一条院定照・書写山性空・叡山平忍・叡山蓮防・勝林院寂源・修学院勝算・三井行円・大原山良忍・石塔寺寂禅・行空・蓮長・楞厳院以円・叡山教真・小田原経源・兎原慶日・覚勝・国上山仏蓮・高野山維範・安倍山暹覚・高野山琳賀・賢林寺戒深・南星峯円久・行仙・仁和寺性信・仁和寺覚法・基灯・叡山叡好・愛太子山仁鏡・薢嶽良算・雪彦山玄常・超勝寺清海・鞍馬寺重怡                   |
| 巻12 | 感進4      | 園城寺行尊・㝡福寺延朗・安部山慶円・三輪山常観・性蓮・三井寺斉遠・海部峯広恩・蓮蔵・持法・法蓮 |
| 巻12 | 忍行       | 興福寺賢憬・仁耀・叡山慧亮・三井證空・戸隠山長明・釈迦院文豪・慈光院延救・無動寺仙命・楞厳院信敬・蓮照・那智山応照・春朝・修禅寺永助・三井叡効 |
| 巻13 | 明戒       | 東大寺普照・唐国法進・唐如宝・道忠・豊安・東大寺明裕・中川寺実範・泉湧寺俊芿・西大寺叡尊・極楽寺忍性 |
| 巻14 | 檀興       | 菅原寺行基・愛宕山慶俊・禅林寺真紹・観喜・最仙・補陀落寺勝道・恒寂・高野山真然・高野山祈親・蓮入・眉間寺道寂・谷汲寺豊然・相応寺壱演・山崎寺慈信・行願寺行円・良峯寺源算・六波羅蜜寺光勝・神護寺文覚・東大寺重源 |
| 巻15 | 方応       | 聖徳太子・役小角・越知山泰澄・南天竺菩提（=菩提僊那）・林邑国仏哲・伏見翁・勝尾山善仲・弥勒寺開成・園城寺教待 |
| 巻16 | 力遊       | 百済国曇慧・高麗国慧便・百済慧聡・高麗慧慈・百済観勒・高麗僧隆・百済慧弥・高麗曇微・呉国福亮・唐国神叡・唐道璿・唐道栄・慧済・僧旻・慧隠・智通・知鳳・浄達・行善・興福寺玄昉・行賀・梵釈寺永忠・零巌寺円行・安祥寺慧運・唐補陀落寺慧萼・真如・奝然・宋呉門寺寂昭・宋伝法院成尋 |
| 巻16 | 願雑1 古徳 | 豊国・徳斉・徳積・慧妙・道顕・道信・法員・弘曜・慧忠・行表・仁秀・澄叡・慈恒・寿遠・守寵・道詮・承俊・良真 |
| 巻17 | 願雑2 王臣 | 聖武皇帝・貞観皇帝・寛平皇帝・寛和皇帝・蘇我稲目・蘇我馬子・司馬達等・藤原鎌足・和気真綱・藤原良相・高階公輔・藤原義孝・高階良臣・源顕基・平維茂・別駕射親元・橘守輔・源親元・平時範・源俊房・三善為康・藤原敦光・平実親・源雅通・藤原仲遠・紀躬高・平時頼 |
| 巻17 | 願雑3 士庶 | 薬延・感世・尋寂・乗蓮・惟高・藤井久任・下毛野敦末・秦武元・願西・源伝・清原信俊・大江親通・西音・壬生良門・修覚 |
| 巻18 | 願雑4 尼女 | 善信・法明・都藍・皇后光明子・舎利・如意・如蔵・皇后歓子・高階敦遠妻・藤原敦光女・藤原経実妻・釈妙・願西・妙法・藤原兼澄女 |
| 巻18 | 願雑5 神仙 | 皇太神宮・白山明神・丹生明神・新羅明神・天満大自在天神・法道・久米・陽勝・窺仙・都良香・藤太主と源太主・生馬仙・法空 |
| 巻19 | 願雑6 霊怪 | 転乗・海蓮・慧増・頼真・春命・蓮尊・明蓮・妙達・道命・源尊・常照・阿清・蔵満・円能・道乗・円善・安珍・無空・講仙 |
| 巻19 | 度総論     | |

### 巻20 – 26：資治表部
| 巻20 | 欽明天皇～皇極天皇（539～645）   |
| 巻21 | 孝徳天皇～元明天皇（645～715）   |
| 巻22 | 元正天皇～淳仁天皇（715～764）   |
| 巻23 | 称徳天皇～仁明天皇（764～850）   |
| 巻24 | 文徳天皇～朱雀天皇（850～946）   |
| 巻25 | 村上天皇～白河天皇（946～1086）  |
| 巻26 | 堀河天皇～順徳天皇（1086～1221） |

### 巻27 – 30：志部
| 巻27 | 学修 | 学修 |
| 巻27 | 度受 | 度受 |
| ---- | ---- | --- |
| 巻27 | 諸宗 | 三論・唯識・律・華厳・天台・密・禅 |
| 巻27 | 会儀 | |
| 巻27 | 封職 | |
| 巻28 | 寺像 | 向原寺・四天王寺・元興寺・大安寺・頂法寺・禅林寺・犬寺・崇福寺・興福寺・神願寺・長谷寺・東大寺・石山寺・葛木（寺）像・鵜田寺・招提寺・西大寺・粉河寺・神護寺・慈氏（寺）像・村岡（寺）像・勝尾（寺）像・鞍馬寺・清水寺・山王（=比叡山山王院）像・園城寺・貞観寺・感応寺・円教（寺）像・蟹満寺 |
| 巻29 | 音芸 | 経師・聲明・唱導・念仏 |
| 巻29 | 拾異 | 山背大兄王・栄常・諦鏡・藤原永手・大君氏・飛鳥貞成・賀陽良藤・粟田録治・諾楽京（=平城京）女・大安寺側女・賈盤島・蓼原村盲女・熊野村比丘・藤原時重・大江諸世・慧勝・藤原常行・仲算童・役夫賀能・土州中村猟者・徳満・大峯比丘                                                                   |
| 巻30 | 黙争 | 黙争 |
| 巻30 | 序説 | |
| 巻30 | 附   | 略例・智通論 |

佛教大学図書館デジタルコレクション、宮内庁書陵部資料目録・画像公開システム、国史大系版を基に作成。

## テキスト
本節は主に『国書総目録』による。

### 写本
- 国立国会図書館 ：永禄元年（1558）、大菴呑碩写[5]
- 国立公文書館：慶長元年（1615）、周杲写。15冊。
- 国立公文書館：抄本。摂津徴書巻78
- 静嘉堂文庫
- 京都大学松本文庫：巻13, 14のみ。1冊
- 松ヶ岡文庫：巻1, 2のみ。1冊。室町時代末期写。積翠文庫旧蔵
- 東福寺：30冊。重要文化財（1941年7月3日指定）[6]
  - 巻2, 3, 10, 22は虎関師錬自筆。巻1, 5, 6, 11-16, 21, 23, 25-30は大道一以写。巻18は性海霊見写。
- 六地蔵寺：巻1, 2, 4, 9のみ。永禄7年（1564）写
- 個人：15冊。吉川重喜写。重要文化財（1959年12月18日指定）[7]

### 版本
- 五山版, 貞治3－永和3年（1364-1377）, 30冊
  - 所蔵：国立公文書館（巻5, 6, 12-14, 20)、宮内庁書陵部、京都大学（15冊）、大東急記念文庫（8冊）、両足院（8冊）、輪王寺日光図書館（巻15）
- 五山版, 至徳元－明徳2（1384-1391）, 10冊
  - 叡山文庫天海蔵、石川武美記念図書館成簣堂文庫（15冊）、
- 慶長4年（1599）版, 10冊
  - 所蔵：国立公文書館、東洋文庫岩崎文庫、京都大学、大東急記念文庫、石川武美記念図書館成簣堂文庫、陽明文庫（6冊）、個人
- 慶長10年（1605）版, 下村生蔵刊[8][9], 10冊
  - 所蔵：東洋文庫岩崎文庫、宮内庁書陵部、京都大学谷村文庫、京都大学松本文庫、東京大学、駒澤大学、広島市立中央図書館、名古屋市蓬左文庫、、栗田文庫（現在不明）神宮文庫、松ヶ岡文庫、大東急記念文庫、天理大学附属天理図書館、石川武美記念図書館成簣堂文庫、穂久邇文庫、阪本龍門文庫、佛教大学[8]
- 慶長（1596-1615）版, 10冊
  - 所蔵：宮内庁書陵部
- 元和3年（1617）版, 寿閑開板, 京都[9], 10冊
  - 所蔵：東洋文庫岩崎文庫、京都大学、東京大学、西尾市岩瀬文庫、石川武美記念図書館成簣堂文庫、天理大学附属天理図書館古義堂文庫、個人
- 寛永元年（1624）版, 15冊：羅山子跋文[9]。底本は東福寺写本[10]
  - 所蔵：国立公文書館、東洋文庫岩崎文庫、宮内庁書陵部、東京国立博物館、大谷大学（2冊補写）、京都大学、京都大学谷村文庫、京都大学松本文庫、筑波大学（巻7欠）、駒澤大学、早稲田大学、東京大学、東京大学史料編纂所、東北大学狩野文庫、名古屋大学岡屋文庫、龍谷大学、秋田県立図書館、大阪府立中之島図書館、東京都立中央図書館加賀文庫（7冊）、宮城県図書館、山口県立図書館、西尾市岩瀬文庫、名古屋市鶴舞中央図書館、高野山三宝院、高野山持明院、高野山宝城院、金刀比羅宮図書館、松ヶ岡文庫、前田育徳会尊経閣文庫、成田山仏教図書館、薬師寺（巻1, 2, 21, 22欠）、陽明文庫、旧彰考館文庫、東京大学鶚軒文庫、東京大学国文学研究室（本居文庫）、個人
- 寛文元年（1661）版, 15冊
  - 所蔵：金沢大学、薬師寺（巻17, 18欠, 14冊）
- 刊年不明
  - 香川大学神原文庫（巻13, 14)、京都大学谷村文庫（欠本）、京都大学松本文庫（欠本）、大阪府立中之島図書館、飯田市立中央図書館 （巻29, 30欠）、刈谷市中央図書館（15冊）、刈谷市中央図書館（16冊）、高野山金剛三昧院（巻10欠）、神宮文庫（15冊）、大和文華館（15冊）、石川武美記念図書館成簣堂文庫（15冊）、石川武美記念図書館成簣堂文庫（12冊）、長野県立歴史館（10冊）、長野県立歴史館（15冊）

### 近代の刊本
- 『国史大系 第14巻 百錬抄 愚管抄 元亨釈書』, 経済雑誌社, 1901：底本は寛永元年版本[11]
  - 『新訂増補国史大系 31 日本高僧伝要文抄・元亨釈書』, 丸山二郎校注, 吉川弘文館, 1965
- 『大日本仏教全書 101 日本高僧伝要文抄 外四部』仏書刊行会
- 『訓読　元亨釈書』上下, 藤田琢司編, 禅文化研究所, 2011：底本は東福寺写本[12]

### インターネット
- 京都大学貴重資料デジタルアーカイブ
  - 五山版, 1377刊
  - 1605刊
  - 1617刊
  - 1624跋
  - 江戸末期
- 宮内庁書陵部資料目録・画像公開システム： 五山版, 1364-1377
- 国書データベース
- 国立公文書館
- 国立国会図書館デジタルコレクション
  - 写本, 1558
  - 国史大系, 1901
- 禅文化研究所黒豆データベース
- 佛教大学図書館デジタルコレクション：1605刊

### 現代語訳
- 今浜通隆訳『元亨釈書: 仏教説話の宝書 』, 教育社, 1980
- 今浜通隆訳『元亨釈書全訳注』上中, 新典社, 2020-22